# Wild Arms (игра)
Wild Arms (яп. ワイルドアームズ ваирудо аːмудзу) — игра в жанре японская ролевая игра разработанная японской студией Media.Vision и изданная Sony Computer Entertainment для PlayStation. Игра была выпущена 20 декабря 1996 года в Японии, 30 апреля 1997 года в Северной Америке и в октябре 1998 года в Европе.. Это первая ролевая игра выпущенная на PlayStation и одна из немногих игр в стилистике Дикого Запада. Игра использует двумерную графику в режиме перемещения и трёхмерную в режиме сражений.
В ноябре 2003 года для PlayStation 2 был выпущен ремейк игры получивший название Wild Arms Alter Code: F. Он получил улучшенную графику, расширенный сценарий, переработанный саундтрек и новых персонажей.

## Игровой процесс
Wild Arms — японская ролевая игра в которой игрок контролирует трёх персонажей — Руди, Джека и Сесилию. Когда персонажи в одной группе игрок может выбрать основного из них, чьи умения станут доступны игроку для перемещения и решения головоломок. Если персонажи не объединены в группу, то игрок может переключаться между ними подойдя к точке записи (а в дальнейшем и просто из меню смены), так персонажи могут находиться в разных частях подземелья и действовать независимо. В режиме перемещения по карте мира, городам и подземельям игра использует двумерную графику.
Битвы в игре носят, как правило, случайный характер. Сражения проходят на отдельном экране, носят пошаговый характер и исполнены в трёхмерной графике. Очерёдность ходов зависит от показателя реакции персонажей и врагов. В битве игрок выбирает действия для всех своих персонажей. Персонажи могут атаковать, защищаться, использовать вещь и использовать свои боевые навыки. В бою у персонажей есть специальная шкала заполняющаяся за действия персонажей и врагов, израсходовав часть шкалы персонаж способен использовать особый навык. Для победы в сражении нужно отнять все очки здоровья у своих врагов. За победы в сражениях персонажи получают полезные предметы, опыт и игровую валюту. По мере набора опыта персонажи получают новые уровни и становятся сильнее.
У каждого из персонажей есть свой уникальный набор боевых навыков. Навыки Руди связаны с пистолетами, которые можно найти в подземельях по ходу игры. Пистолеты Руди можно модернизировать и усиливать за игровую валюту в специальной мастерской. Навыками Джека являются техники владения мечом, которые обретаются по сюжету игры, а также за решение некоторых опциональных головоломок. Боевые навыки Сесилии связаны с использованием магии. Магические заклинания могут быть выучены в гильдии магов в обмен на специальные кристаллы. Боевые навыки Джека и Сесилии расходуют их очки магии, навыки же Руди расходуют пули. Также у каждого из персонажей есть свой уникальный набор вещей именуемых «инструментами», которые приобретаются по сюжету игры и используются для решения головоломок.

## Сюжет

### Сеттинг
События Wild Arms разворачиваются в вымышленном мире Филгая, который сочетает в себе элементы фэнтези со стилистикой Дикого Запада и Средневековой Европы. Тема Дикого Запада проходит через всё повествование и задаёт сцену для происходящих событий, большую часть мира занимают большие пустыни, каньоны и засушливые равнины. Технологически мир стоит на пороге промышленной революции. Важной темой повествования является огнестрельное оружие, которое и даёт игре её название.

### Персонажи
- Руди Рафнайт (яп. ロディ・ラグナイト Роди Рагунаито, англ. Rudy Roughknight)[10] — пятнадцатилетний юноша ставший сиротой после смерти дедушки, а вскоре и изгнанный из городка из страха жителей перед его оружием. Став изгоем[11] Руди отправляется в путешествие, где находит новых друзей и оказывается вовлечён в спасение мира от гибели.
- Сесилия Линн Эйдлхайд (яп. セシリア・レイン・アーデルハイド Сэсириа Рэйн Аːдэрухаидо, англ. Cecilia Lynn Adlehyde)[12] — юная волшебница изучающая магию в аббатстве Куран, а та же принцесса Эйдлхайда. После нападения на её родной город утрачивает важный артефакт способный уничтожить мир и отправляется в путешествие для его возврата.
- Джек ван Бэрейс (яп. ザック・ヴァン・ブレイス Дзакку ван Бурэйсу, англ. Jack Van Burace)[13] — охотник за сокровищами с тёмным прошлым. Путешествует со своим партнёром, небольшим разумным зверьком которого зовут Ханпан.

### История
За тысячу лет до событий игры на планету Филгая напали демоны (Metal Demons) которые пытались терраморфировать её с целью сделать своим домом. Но жители Филгаи победили в войне и, неспособные убить лидера демонов, заточили её в крепости в тундре, разделили её сердце на три части, заперли их в коконы и спрятали в статуи в разных концах мира. К началу событий игры, небольшая группа демонов стала снова атаковать людей в надежде возродить своего лидера
От войны с демонами остались огромные боевые роботы именуемые големами и разрушительное огнестрельное оружие именуемое ARMs. Один из таких пистолетов остаётся после смерти дедушки юноше по имени Руди. Люди боятся силы этого оружия и Руди приходится его прятать. Однажды Руди не остаётся ничего больше кроме как использовать свой ARM для спасения жителя своего городка от монстров, но вместо благодарности жители изгоняют Руди.
Став изгоем Руди отправляется в крупный город Эйдлхайд, где и встречает своих будущих компаньонов Сесилию и Джека. Изначально трио героев работает вместе чтобы помочь археологу по имени Эмма извлечь из гробницы одного из найденных големов, для его представления на местном фестивале. Во время фестиваля на город нападает небольшая армия демонов и Сесилия соглашается отдать им свою подвеску являющуюся её семейной реликвией. Но позже она узнаёт, что с помощью её подвески демоны получат возможность оживить своего лидера, что в конечном счёте может привести к уничтожению мира. Герои отправляются на поиски статуй в которых заточены части сердца лидера демонов, если им удастся сохранить хотя бы одну часть, то планы демонов не осуществятся. Героям не удаётся уберечь статуи от демонов и возрождение «матери» демонов осуществляется.
Героям не остаётся ничего больше чем раздобыть себе голема и начать штурм базы демонов пока не стало слишком поздно. С помощью мистического помощника героям удаётся вернуть подвеску и победить возрождённого лидера демонов, разрушив её тело. Но выясняется, что их таинственным помощником был Зейкфрид, один из демонов возрождавших «мать», поскольку он хочет захватить планету, а не уничтожать её. Он провозглашает себя новым лидером.
Герои сражаются с демонами под поверхностью планеты, Зейкфрид оказывается втянут в кротовую нору, где встречает искорёженное тело «матери», которая и поглощает его. Оставшимся демонам удаётся создать артефакт обращающий силы природы в хаос. Также выясняется, что один из демонов раньше был возлюбленной Джека.
Демоны отправляются на космическую станцию оставшуюся на орбите со времён войны. На станции есть оружие способное уничтожить планету. В глубинах космической станции герои сражаются с синтезом «матери» и Зейкфрида и побеждают.
Героям удаётся предотвратить уничтожение планеты и они отправляются назад на землю. Прямо во время полёта на землю через гиперпространство на героев нападает ослабленный, но выживший Зейкфрид, который пытается напоследок прикончить хотя бы героев. Герои побеждают и ускользают сквозь портал на землю, башня соединяющая Филгаю со спутником рушится. Демоны побеждены, природный баланс начинает восстанавливаться. Герои отправляются в новое путешествие, Сесилия оставляет править вместо себя министра и присоединяется к ним.

## Разработка
Wild Arms была разработана японской компанией Media.Vision и выпущена сначала на японский рынок 20 декабря 1996 год.. Компания была основана в 1993 году выходцами из Telenet Japan ранее работавшими над ролевой игрой Tenshi no Uta.
На момент создания Wild Arms Media.Vision уже имела в своём активе шутеры Crime Crackers и Rapid Reload. Wild Arms стала первой ролевой игрой студии, её продюсером стал Такаси Фукусима, геймдизайнером Акифуми Канэко, дизайнером персонажей стал Ёсихико Ито.
Анимационные ролики для Wild Arms были созданы на японской анимационной студии Madhouse, а музыку для игры написала Митико Нарукэ. Титульная композиция «Into the Wilderness» была аранжирована Кадзухико Тоямой, в композиции использован меланхоличный свист Наоки Такао.
Музыкальное сопровождение написано под влиянием спагетти-вестернов, в нём используются мандолины, акустические и электрогитары, сагаты, трубы и свист. Мелодия «Lone Bird in the Shire» содержит элементы композиции «The Ecstasy of Gold» написанной Эннио Морриконе для фильма «Хороший, плохой, злой».

## Выпуск
Впервые англоязычная версия версия была показана в марте 1997 года на PlayStation Jampack. Из-за малого времени между японским и западным выходом игры, над переводом работало вдвое больше человек, чем над переводом Beyond the Beyond. Для выхода в Европе Wild Arms была также переведена на французский и немецкий языки, выход этой версии состоялся только в октябре 1998 года. В английской версии по сравнению с японской были изменены имена некоторых персонажей, при этом в ремейке Wild Arms Alter Code: F часть из изменённых имён была взята из японской версии.
22 января 1997 года отдельно был выпущен диск с саундтреком игры, в 1999 году саундтрек был переиздан. Этот саундтрек содержал только часть мелодий из игры, но после выхода Wild Arms Alter Code: F было выпущено двухдисковое издание содержащее все 79 композиций.
26 июня 2007 года игра стала доступна для загрузки из японского PlayStation Network на PlayStation Portable и PlayStation 3, 6 декабря 2007 года стала доступна в США, а 4 января 2012 года в Европе. А в 2018 году игра стала доступна в версии для PlayStation Classic.

## Оценки прессы и продажи
| Сводный рейтинг                             | Сводный рейтинг                 |
| Агрегатор                                   | Оценка                          |
| ------------------------------------------- | ------------------------------- |
| GameRankings                                | 78,89 %                         |
| Иноязычные издания                          |                                 |
| Издание                                     | Оценка                          |
| EGM                                         | 35/40                           |
| Famitsu                                     | 31/40                           |
| GameFan                                     | 277/300                         |
| Game Informer                               | 8,75/10                         |
| GameSpot                                    | 8,6/10                          |
| IGN                                         | 8/10                            |
| Next Generation                             | [ 50 ]                          |
| RPGFan                                      | 94 %                            |
| Русскоязычные издания                       |                                 |
| Издание                                     | Оценка                          |
| «Страна игр»                                | 8/10                            |
| Награды                                     |                                 |
| Издание                                     | Награда                         |
| Electronic Gaming Monthly (Выбор редактора) | Ролевая игра года (2-е место)   |
| Electronic Gaming Monthly (Выбор читателей) | Ролевая игра года (2-е место)   |
| GamePro                                     | Лучшая ролевая игра (3-е место) |
| GameFan, Electronic Gaming Monthly          | Игра месяца                     |
| Electronic Gaming Monthly                   | Editor's Choice Silver Award    |
| GamePro                                     | Editor's Choice                 |

| Сводный рейтинг | Сводный рейтинг |
| Агрегатор       | Оценка          |
| --------------- | --------------- |
| GameRankings    | 73,35 %         |

Wild Arms получила в основном положительные отзывы. Оценка игры на сайте-агрегаторе GameRankings 78,89 %. За первые две недели в Японии было продано свыше 250 000 копий игры, игра была хорошо принята японским критиками. Американский журнал Game Informer назвал её одной из лучших ролевых игр года, отдельно похвалив графику игры. От журнала игра получила три оценки от рецензентов — 9, 9,25 и 8,5 из 10. Рецензенты американского журнала GameFan оценили игру на 95 %, 92 %, и 90 %, а также наградив её званием «Игра месяца». Журналисты этого издания назвали Wild Arms, наряду с Final Fantasy VII, главным претендентом на звание ролевой игры года.
Журналисты американского журнала Electronic Gaming Monthly поставили игре 9, 8,5, 9 и 8,5 из 10 баллов, и наградили отметками «Editor’s Choice Silver Award» и «Игра месяца». Игра стала второй в номинации «ролевая игра года» от Electronic Gaming Monthly уступив первенство Final Fantasy VII. В аналогичной номинации издания GamePro заняла третье место уступив ещё и Alundra.
Большинство изданий отметило визуальную составляющую игры, в первую очередь передовую графику и работу камеры в режиме сражений. Издание GamePro также похвалило двумерную графику используемую за пределами битв, назвав её одной из лучших на тот момент среди игр любых жанров.
Сайт RPGFan в ретроспективном обзоре отметил, что игра хорошо переведена на английский, в ней есть интересные идеи и головоломки.

## Влияние
Вскоре после выхода Wild Arms началась разработка сиквела, в настоящее время серия насчитывает 7 консольных игр, две мобильные, мангу и аниме Wild Arms: Twilight Venom. В третьем эпизоде аниме «Крутой учитель Онидзука» упоминается, что главный герой Эйкити Онидзука отчаянно хочет пройти Wild Arms, но у него не удаётся.

### Ремейк
Wild Arms Alter Code: F (яп. ワイルドアームズ アルターコード・エフ ваирудо аːмудзу арутаːкоːдо эфу) — улучшенный ремейк Wild Arms для PlayStation 2, разработан Media.Vision и издан Sony Computer Entertainment в 2005 году. Игра получила абсолютно новую трёхмерную графику, пять новых игровых персонажей и множество других улучшений. Американская версия игры поставлялась с дополнительным DVD содержащим первый эпизод аниме Wild Arms: Twilight Venom. Игра не была выпущена в Европе.
К изначальному трио персонажей присоединились Джейн Максвелл, Макдуллен Хартс, Эмма Хэтфилд, Мариэль и Зед. Подземелья были переделаны и получили новые загадки.
Оригинальный саундтрек был заменён новым. Было добавлено множество видеовставок.

### PlayStation Classic
Wild Arms стала одной из игр попавших на PlayStation Classic. Выход консоли состоялся 3 декабря 2018.